# Iman Shakarchi
Iman Shakarchi, född 31 maj 1956 i Bagdad, Irak, död 2007 i Göteborg, var mellan 2000 och 2007 ordförande för BOA, Brandofferanhörigas förening.
Shakarchi drabbades hårt av diskoteksbranden i Göteborg 1998, två av hennes tre döttrar omkom i brandkatastrofen. Shakarchi var en av de anhöriga som intervjuades mest i massmedia och efter rättegångarna 2000 mot gärningsmännen tog hon över som ordförande i Brandofferanhörigas förening efter Leo Papini.
Shakarchi var värd för radioprogrammet Sommar i Sveriges radio 25 juli 2000.
Shakarchi röstades in på åttondeplats på Socialdemokraternas riksdagslista i Göteborg inför valet 2002, vilket innebar att hon stod på åttondeplats deras valsedlar i Göteborg under valdagen. Hon var socialdemokratisk ersättare i Göteborgs kommunfullmäktige mandatperioden 2002–2006.